# Derrinlough (Cloonkeenleananode) Bog SAC
Derrinlough (Cloonkeenleananode) Bog SAC este o arie protejată (arie specială de conservare — SAC, sit de importanță comunitară — SCI) din Irlanda întinsă pe o suprafață de 61,1 ha, integral pe uscat.

## Localizare
Centrul sitului Derrinlough (Cloonkeenleananode) Bog SAC este situat la coordonatele 53°31′24″N 8°36′00″W / 53.52344°N 8.600136°V.

## Înființare
Situl Derrinlough (Cloonkeenleananode) Bog SAC a fost declarat sit de importanță comunitară în iunie 2015 pentru a proteja un număr necunoscut de specii din flora spontană și fauna sălbatică aflate în arealul zonei. Situl a fost protejat și ca arie specială de conservare în decembrie 2022.

## Biodiversitate
Situată în ecoregiunea atlantică, aria protejată conține 1 habitat natural: Mlaștini oligotrofe degradate, capabile încă de regenerare naturală.
La baza desemnării sitului se află un număr nedeclarat de specii protejate.
Pe lângă speciile protejate, pe teritoriul sitului au mai fost identificate 1 specie de plante, 1 specie de amfibieni.